# Krystyna Aleksander

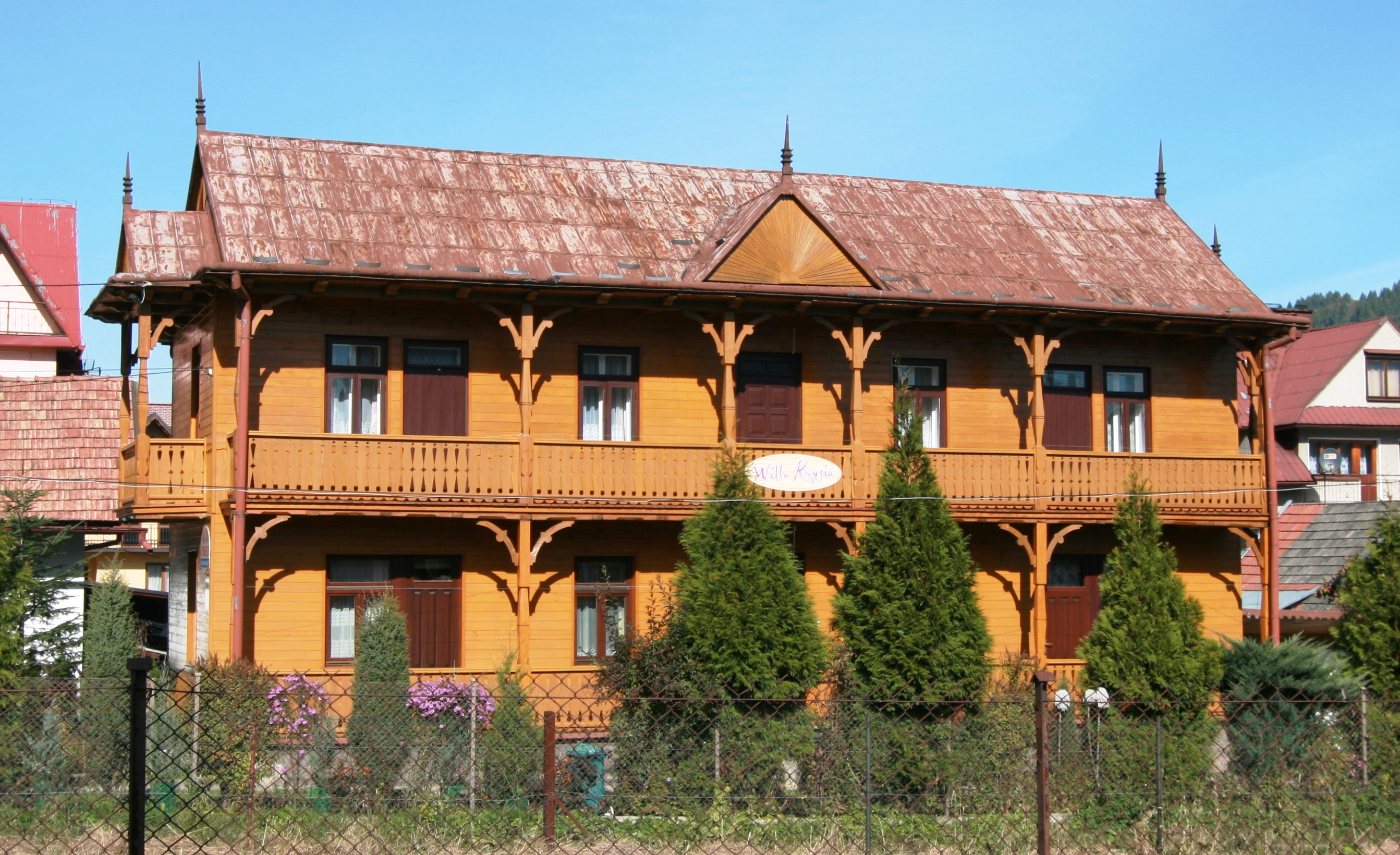
Stylowy dom przy ul. Kingi 51 – Willa „Krysia”, w której mieszka i prowadzi pensjonat Krystyna Aleksander

Krystyna Józefa Aleksander (ur. 1930) – polska artystka ludowa, poetka, malarka na szkle.

## Życiorys
Krystyna z Lizoniów Aleksander swój pierwszy wiersz napisała w wieku 9 lat, ale na poważnie zainteresowała się sztuką ludową w 1948 roku. Maluje na płótnie, szkle, tworzy witraże, wyrabia sztukę użytkową: malowanie ceramiki, zdobienie pisanek, kartki świąteczne, haft artystyczny i koronkarstwo. Tematyka jej obrazów to najczęściej krajobrazy, panoramy, kwiaty, tematy związane z Pieninami oraz motywy sakralne. Posiada również wiele obrazów św. Kingi.
W czasie II wojny światowej pomagała miejscowym Żydom, w szczególności Henrykowi Sztalbergerowi. Przez kilka lat, po wojnie, pracowała jako nauczycielka.
Jest autorką wierszy pisanych językiem literackim oraz gwarą. Wydała sześć tomików poezji, stworzyła hymn Gimnazjum w Krościenku. Na życzenie przełożonej klarysek napisała Godzinki Pienińskie, które ukazały się w „Pracach Pienińskich”. Godzinki Starosądeckie zostały opublikowane przez poznańskie wydawnictwo Parnas.
Jej wiersze były publikowane m.in. w „Pracach Pienińskich”, „Twórczości Ludowej”, „Podhalance”, „Wiadomościach Bocheńskich” i w „Słowie Powszechnym”.
Mieszka i pracuje w Krościenku nad Dunajcem. Jest członkinią Stowarzyszenia Twórców Ludowych w Lublinie, Związku Podhalan oraz Stowarzyszenia Artystów Pienińskich.
Prowadzi dom wypoczynkowy w Krościenku nad Dunajcem, w którym bywali m.in. Anna Dymna, Dorota Pomykała, Dorota Segda, Monika Niemczyk, Jan Englert i wielu innych. Dom ten przepełniony jest atmosferą twórczości ludowej. Krystyna Aleksander intensywnie pracuje na rzecz dzieci niepełnosprawnych, objęła swą opieką koła dzieci niepełnosprawnych w: Szczawnicy, Krościenku, Mielnicy, Koninie, Bychawie i Tarnowie. Wspiera Fundację Dzieci Pienin w Krościenku nad Dunajcem. Prowadzi zajęcia plastyczne w miejscowej szkole.

## Twórczość
Tomiki wierszy:
- Łzą Kingi zakwita
- Tobie Kingo śpiewam
- Modlitwa spod Pienin
- Na strunach serca
- Sercem pisane (dedykowany dzieciom skrzywdzonym przez los, wydany w 2008 roku, ilustrowany jej obrazami)
- Sercem pisane (dedykowany dzieciom skrzywdzonym przez los, wydany w marcu 2020 roku, ilustrowany jej obrazami)

## Wystawy
Była uczestniczką kilkunastu wystaw, m.in. w Krakowie, Nowym Targu, Tarnowie, a także na Słowacji. W Domu Pielgrzyma w Rzymie znajduje się jej obraz na szkle pt. „Św. Kinga”.

## Odznaczenia i odznaki
- Złoty Krzyż Zasługi (2024) – za zasługi w działalności na rzecz osób z niepełnosprawnościami i potrzebujących pomocy[4]
- Zasłużony Działacz Kultury
- Za zasługi dla gminy Krościenko nad Dunajcem
- Honorowy obywatel Krościenka nad Dunajcem (2016)
- Odznaka honorowa Starego Sącza (2024) – za całokształt działalności zawodowej, społecznej i publicznej na rzecz gminy Stary Sącz[4]
- Przyjaciel Mielnicy.